# アバ (GUILTY GEAR)
アバ (A.B.A) は、アークシステムワークスの2D対戦型格闘ゲーム『GUILTY GEARシリーズ』に登場する架空の人物。

## 設定
- 「フラスコ」と呼ばれる研究所で生まれたホムンクルスの女性。鍵型のネジを貫通させた頭部に赤毛のショートカットと、体全体に白い包帯を巻いているという特徴的な容姿を持っている。『STRIVE』では髪型が浅葱色をしたロングヘアになっており、カチューシャを着けている。
- 10年間フラスコで過ごした後、外の世界に出た時に鍵状の斧に出会い「パラケルス」と名付け、共に旅に出る決心をした。新たな世界を切り開く象徴として鍵を収集する事を好んでおり、愛玩するパラケルスの見た目も鍵に似ている。
- 基本的に暗く言葉も態度もおどおどしたものだが、「自分は人間より優れている」というプライドを持っており、度々ことわざを披露して他人の性格や印象を表現する（しかしそのことわざの言葉は間違っている）。プライドの高さもあって人に対する口のきき方は非常に悪いが、最低限の思いやり等は備わっている。
- ヤンデレ気質の持ち主で、パラケルスには並々ならぬ愛情を抱いており、「夫」として扱っている。パラケルスがほかの戦士に評価したり自分を使わせようとすると、「浮気」と怒り嫉妬し、その相手に戦いを挑むが、アバ自身の戦闘力は皆無に等しい。

名前の由来
スウェーデンのポップスグループのABBAから。

## パラケルス
アバの武器として使われている文語調で喋る生物闘斧で、先の聖戦の遺物（神器ではない）。敵味方見境なく血を求めることから「葡萄酒の太刀風」とも呼ばれた。本名はフラメントナーゲルであるが、形状が鍵に酷似していたことからアバに気に入られてしまい、「パラケルス」と名付けられてしまう（「パラケルス」はアバの生みの親の名前である）。アバとの奇妙な生活を送りつつ、再び戦いの中に身を置くことを望み、アバの元から一刻も早く逃げ出したいと思っている。
なお、必殺技を使用して対戦相手となるキャラクターにダメージを与えたりアバが所持する輸血パックを使う形で血を得ると、頭部の形状が山羊の頭骨のように変化し、パラケルス自体の性能が格段に上がる他に無機物さが強調されるのが特徴となっている。『STRIVE』では黒く変色し、形状は変わらずにまるで溶けたような状態になっている。
名前の由来は錬金術の賢人の一人・パラケルススから。
ゲームでは「GUILTY GEARシリーズ」のディレクターである森利道が声を担当していた（『XXΛC』まで）。同じくアークシステムワークスが製作している『BLAZBLUE』の公式ウェブラジオのぶるらじ（ニコニコ動画）にて、『BLAZBLUE』のプロデューサーが森利道＆ボイスも演じているというつながりで森利道がゲストに出てくるときの動画のキャラクターがサングラスを付けたパラケルスになっている。

## ストーリー
GUILTY GEAR XX SLASH
10年間「フラスコ」の中で一人過ごしてきたアバは、趣味である鍵収集を止め一念発起し外界に出る事を決めた。その時衝撃的に出会った鍵状の生物闘斧フラメントナーゲルに一目惚れをし、生物闘斧に新たに「パラケルス」と名づけ夫として迎え入れる。パラケルスに自分と同じ人造の体を与える為にアバの旅が始まった。

## ゲーム中の性能
特徴
通常モードと諸刃モードの2種類のモードの切り替えが大きな特徴。特定条件（後述）で通常モードから諸刃モードへ切り替わる。
通常モードは動きも鈍重で技の性能もあまり高くはないものの、諸刃モードになると一転、スピードも速く高性能・高威力な技の揃った強力なキャラクターへと変貌する。また、防御力が高めに設定されている。
『GUILTY GEAR XX SLASH』（以下『SLASH』と表記）ではダウン時に一定のタイミングで覚醒必殺技等で入る暗転演出を合わせられると、強制的に諸刃ゲージがゼロになってしまうバグがある。
家庭用『GUILTY GEAR ISUKA』（以下『ISUKA』と表記）が初出だが、『SLASH』ではモーションやシステムが大幅に一新されたため、ほぼ新規キャラクターのような扱いである。
ゴールドモードは通常・EXタイプ両方共に常時「獄諸刃」モードになっている。ただし輸血パックシステムは無くなっているため、モードチェンジする時は「結合」を発動させなければならない。
専用システム：輸血パック・諸刃ゲージ・諸刃モード・獄諸刃モード
輸血パック
ラウンド開始時に輸血パックが3つ用意される。一部の必殺技を使うのに輸血パックが必要だが、1ラウンドに3つを越えて輸血パックを使うことはできない。ラウンドが変わればまた3つ用意される。
諸刃ゲージ
体力ゲージの下に表示されるようゲージ。制限時間が設定されており、時間経過で緩やかに諸刃ゲージが減少する。またアバがダウンすると全体の約3割減少する。一度通常モードに戻り再度諸刃モードになると、諸刃ゲージは全て回復する。
諸刃モード
「結合」を相手に決めるか、「焼成」を使うことで諸刃モードに変化する。
諸刃モード中は移動速度アップ、通常技と必殺技の性能上昇など強化されるものの、相手にダメージを与えると自分の体力も減っていく。
制限時間を過ぎる、再度「結合」を決める、「分離」を行うことで通常モードに戻る。
「結合」で80%、「分離」で120%、自分の攻撃で減った分の体力が回復する。
獄諸刃モード
諸刃モード中に輸血パックを使って「変質」を行うことで、諸刃ゲージが40%回復し獄諸刃モードに移行する。
ガトリングルートの制限撤廃など、更に強力になるが、諸刃ゲージの減少速度は諸刃モードよりも早い。
攻撃力が従来の8割になる。
諸刃ゲージがゼロになると、パラケルスの「スカ」の文字と共に1秒ほど行動不能になる。

## 技の解説
通常モード、諸刃モードのどちらで使用出来るか【】内にて記載。輸血パックを消費する技は()内にて説明。

### 必殺技
牽引【通常】 [SLASH - ]
身を屈みながら、すり足で前へ移動する。
消却【通常】[SLASH - /EX]
パラケルスを支えにして中段の飛び蹴りを繰り出す、カウンターヒット時にはよろけを誘発。
抹消 （⇒覆滅）【通常・諸刃】 [SLASH - /EX]
腕の包帯で敵を叩きダメージを与える。諸刃モード時はリーチが若干伸びる。
覆滅 （⇒断獄）【通常・諸刃】[SLASH - /EX]
腕を水平に繰り出し殴る技でヒット時にはよろけを誘発する。EX版は鎖で敵の足元を殴るモーションに変更。
断獄 【通常・諸刃】 [SLASH - /EX] (FRC)
パラケルスの頭部を振り下ろし、敵を叩き切る。EX版は足を使ってパラケルスの刃で切り裂くモーションに変更。
忌避【通常・諸刃】 [SLASH - ]
アバがパラケルスの刃を使いリストカットし、傷口から自身の血液を球状に放つ技。
焼成【通常】 [SLASH - ] （輸血パック1つ消費）
パラケルスに血液を与え諸刃モードにチェンジする。
結合 【通常・諸刃】 [SLASH - /EX] （空中可／FRC）
鎖で敵を捕らえ、パラケルスの刃を敵に突き刺し、血を吸わせ諸刃モードにチェンジする。諸刃モード中に使用するとモード中に失った体力を回復し通常モードへ戻る。EX版は鎖を振り回す打撃技へ変更し、追加入力するとパラケルスを突き刺し血を吸わせる。
断罪 【諸刃】 [SLASH - /EX] (FRC)
パラケルスを上下に力いっぱい振り回し敵を切る。
分離【諸刃】 [SLASH - /EX] （輸血パック1つ消費）
パラケルスから血液を吐き出させ諸刃モードから通常モードへ戻る。諸刃モード中に失った体力も回復する。
過失【諸刃】 [SLASH - /EX]
パラケルスを支えにし、両足蹴りを繰り出す。ヒットすると敵を壁へ当てバウンドさせる、立ちガード時にヒットするとよろけを誘発。
根絶【諸刃】 [SLASH - /EX] （空中専用）
空中で両手から気弾を放出する、使用後は垂直に落下。
飽食【諸刃】 [SLASH - /EX]
突進しながらパラケルスに敵を噛ませる技。

### フォースブレイク
牽引【通常】
必殺技「牽引」の強化版。速度と距離が上昇している。
断罪【諸刃】
必殺技「断罪」の強化版。無敵時間や威力が上昇している。
忌避【諸刃】
必殺技「忌避」と同質の技。こちらは諸刃モードで出せるのが特徴である。

### 覚醒必殺技
証拠・隠匿【通常】 [SLASH - /EX]
相手に向かって鍵の形状をしたオーラを斜め上に放つ技。
証拠・隠滅【通常】 / 証拠・隠滅 往路【諸刃】[SLASH~/EX]（空中専用）
空中でパラケルスに乗って突進する技。諸刃と獄諸刃モードのみ追加入力で「証拠・隠滅 復路」を出せる。
証拠・隠滅 復路【諸刃】 [SLASH - /EX] （空中専用）
諸刃モードと獄諸刃モードのみ使用。「証拠・隠滅 往路」を発動させたあと追加入力で突進後にまた戻る。
証拠・爆滅【諸刃】 ［SLASH - /EXのみ］
EX版のみ一撃必殺技「無知の闇」がこちらへ変更。両腕の包帯を地面に叩きつけ後、地面から強力な気弾を放出。また横からも若干威力が低い気弾を放出する。ただし発動させるには100%分のテンションゲージと、残りの全体力を引き換えて体力を1にして発しなければならない。
変質【諸刃】 [SLASH - /EX] （輸血パック1つ消費）
パラケルスに血液を浴びせ、獄諸刃モードにチェンジする技。また同時に発生する衝撃波はヒットするとよろけを誘発する。

### 一撃必殺技
無知の闇【通常・諸刃】 ［SLASH - /通常版のみ］
通常版のみ使用出来る技。両腕の包帯を解き、敵に叩きつけるとアバの後ろに石碑が出現し敵を吸い込み、最後にパラケルスが石碑ごと敵を真っ二つに切り裂く。ちなみに石碑にはセフィロトの樹が描かれている。

## テーマミュージック
- Keep In Gates
- Symphony

## ステージ
- FRASCO (SLASH)

## 担当声優
アバの声
- 滝本みか（『ISUKA』 - 『XXΛC』）
- 杉山里穂（『STRIVE』）

パラケルスの声
- 森利道（『ISUKA』 - 『XXΛC』）
- 龍谷修武（ドラマCD）
- 神谷明（『STRIVE』）

## その他
アバにまつわる設定のほとんどが彼女自身がホムンクルスという事もあり錬金術に関するものに由来している。アバの血の役割を果たすと設定されている水銀は不死の薬とされ錬金術でも重要な役割をしていた事や、パラケルスの名の由来などは全て錬金術の伝説からである。